# Loppem
Loppem é uma vila e deelgemeente belga situada no município de Zedelgem, província de Flandres Ocidental. Em 1977, o antigo município de Loppem foi extinto e foi fundido com o de Zedelgem. Em 1 de Janeiro de 2006, tinha uma população de 5.173 habitantes e uma área de 12,58 km². 
A localidade já referenciada num documento em 1108. Em Outubro de 1918, após o fim da Primeira Guerra Mundial, o rei Alberto I da Bélgica instalou-se  em Loppem.
O seu principal monumento é o castelo de Loppem.

Loppem, no município de Zedelgem.

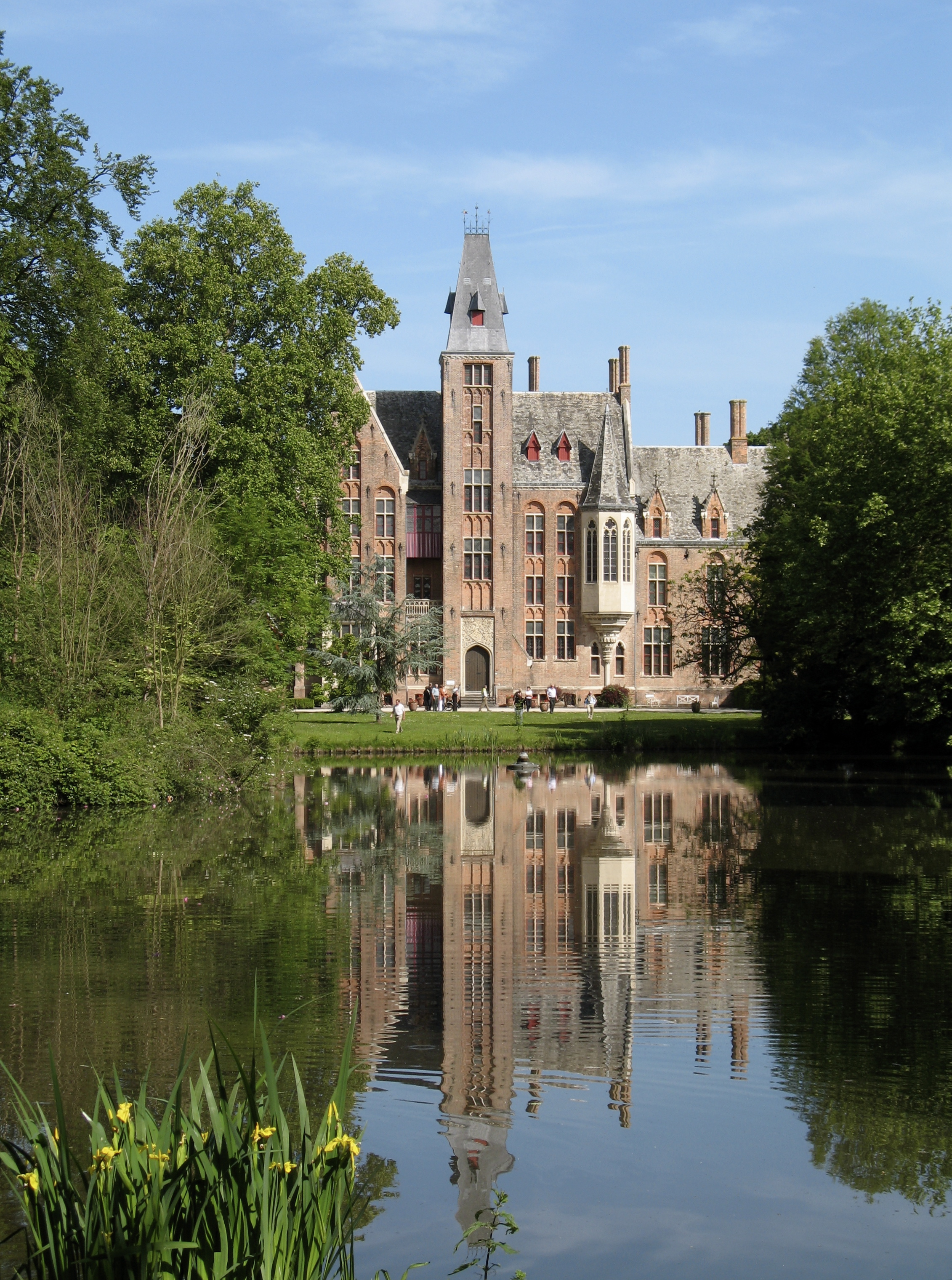
Fotografia do Castelo de Loppem, em estilo neogótico.